# Bulls (rugby a 15)
I Bulls sono una squadra professionistica sudafricana di rugby a 15 con sede a Pretoria. È una delle quattro franchise del suo Paese a militare nel campionato URC.
Ad essa afferiscono diverse compagini provinciali tra le quali la più importante è quella dei Blue Bulls, che milita in Currie Cup, e dalla quale i Bulls attingono molti giocatori.
I Bulls e Blue Bulls si dividono lo stadio di Loftus Versfeld.

## Storia
Prima dell'avvento del rugby professionistico i Bulls erano chiamati Northern Transvaal. E durante il periodo che va dal 1993 al 1995 furono impegnati nel cosiddetto Super 10, un torneo che raggruppava le migliori squadre di Sudafrica, Nuova Zelanda, Australia, Tonga e Samoa.
L'avventura dei Northern Transvaal in Super 10 comincia nel 1993. Il girone nel quale si vennero a trovare era formato da Transvaal, Nuovo Galles del sud, Nord Harbour e Waikato. Quel girone venne vinto da Transvaal mentre Northern Transvaal giunse terza. Nella stagioni 1994 e 1995 i Northern Transvaal non riuscirono a qualificarsi per il Super 10.
Con l'arrivo del rugby professionistico il Super 10 fu ristrutturato e divenne Super 12. Il nuovo torneo era composto da team australiani, neozelandesi e sudafricani. Sia Australia che Nuova Zelanda decisero di creare nuovi modelli di franchigia per le loro squadre mentre il Sudafrica scelse di usare la Currie Cup per decidere quali team avrebbero dovuto essere rappresentati nel Super 12.

## Cronologia
| Cronistoria dei Bulls |
| --- |
| - 1997 · Formazione della franchigia dei Bulls - 1998 · 11º Super 12 - 1999 · 12º Super 12 - 2000 · 11º Super 12 - 2001 · 12º Super 12 (sconfitta in finale per il titolo) - 2002 · 12º Super 12 - 2003 · 6º Super 12 - 2004 · 6º Super 12 - 2005 · 3º Super 12 (sconfitta in semifinale) - 2006 · 4º Super 14 (sconfitta in semifinale) - 2007 · 2º Super 14 Campione del Super 14 (1º titolo) - 2008 · 10º Super 14 - 2009 · 1º Super 14 Campione del Super 14 (2º titolo) - 2010 · 1º Super 14 Campione del Super 14 (3º titolo) - 2011 · 3º ZAF Conference Super Rugby - 2012 · 2º ZAF Conference Super Rugby (sconfitta ai preliminari play-off) - 2013 · 1º ZAF Conference Super Rugby (sconfitta in semifinale) - 2014 · 2º ZAF Conference Super Rugby - 2015 · 3º ZAF Conference Super Rugby - 2016 · 2º Africa 1 Conference Super Rugby - 2017 · 3º Africa 1 Conference Super Rugby - 2018 · 5º ZAF Conference Super Rugby - 2019 · 2º ZAF Conference Super Rugby (sconfitta nei quarti di finale) - 2020 · South African Conference stagione interrotta a causa della pandemia Campione del Super Rugby Unlocked (1º titolo) - 2020 · La SARU ritira le quattro franchigie dal Super Rugby per unirsi al Pro14 - 2021 · Sconfitta in finale di Pro14 Rainbow Cup - 2021-22 · 2º girone sudafricano URC (sconfitta in finale) |

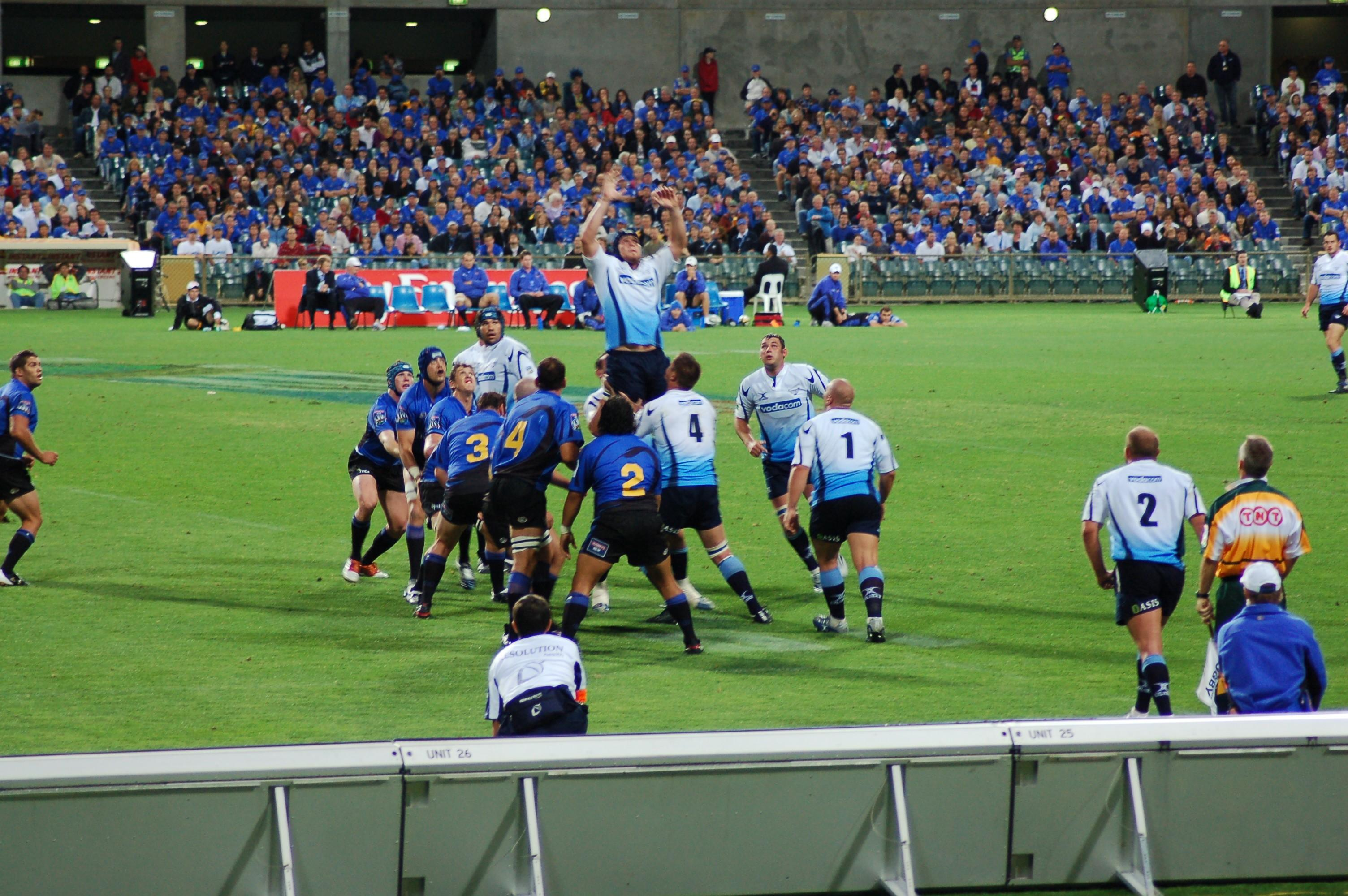
Touche dei Bulls contro i Western Force.

## Allenatori
- 1997  Kitch Christie
- 1998–1999  Eugene van Wyk
- 2000  Heyneke Meyer
- 2001  Phil Pretorius
- 2002  Heyneke Meyer
- 2003  Rudi Joubert
- 2004–2007  Heyneke Meyer
- 2008–2015  Frans Ludeke
- 2016–2017  Nollis Marais
- 2018–2019  John Mitchell
- 2019–2020  Pote Human
- 2020–  Jake White

## Palmarès
- Super Rugby: 3
2007, 2009, 2010
- Super Rugby Unlocked: 1
2020

## Capitani
- 1996-97: Ruben Kruger
- 1998: Adriaan Richter
- 1999: Schutte Bekker
- 2000: Ruben Kruger
- 2001: Joost van der Westhuizen
- 2002: Chris le Roux
- 2003: Joost van der Westhuizen
- 2004: Victor Matfield
- 2005: Anton Leonard
- 2006-07: Victor Matfield
- 2008: Fourie du Preez
- 2009-2011: Victor Matfield
- 2012: Pierre Spies
- 2020: Duane Vermeulen

## Record

### Record di squadra
| Record                                                   | Ottenuti contro                                 |
| -------------------------------------------------------- | ----------------------------------------------- |
| Maggiore Vittoria                                        | 92-3 (v. Queensland Reds, 2007)                 |
| Maggior numero di punti segnati                          | 92 (v Queensland Reds, 2007)                    |
| Peggiore sconfitta                                       | 9-73 (v ACT Brumbies, 1999)                     |
| Maggior numero di punti subiti                           | 75 (v Crusaders, 2000)                          |
| Maggior numero di mete segnate                           | 13 (v Queensland Reds, 2007)                    |
| Maggior numero di mete subite                            | 11 (v Crusaders, 2000)                          |
| Maggior numero di punti segnati da un giocatore          | 35 by Morné Steyn (v Stormers, 2005)            |
| Maggior numero di mete segnate da un giocatore           | 3 by Fourie du Preez (v Cats, 2004)             |
| Maggior numero di trasformazioni segnate da un giocatore | 11 by Derick Hougaard (v Queensland Reds, 2007) |
| Maggior numero di punizioni segnate da un giocatore      | 7 by Jannie de Beer (versus Highlanders, 2000)  |
| Maggior numero di drop segnati da un giocatore           | 3 by Louis Koen (v Cats, 2003)                  |

### Record individuali
| Record                                              | Ottenuti da                       |
| --------------------------------------------------- | --------------------------------- |
| Maggior numero di presenze                          | 51 by Victor Matfield (2001-2005) |
| Maggior numero di punti segnati                     | 156 by Casper Steyn (1998-2001)   |
| Maggior numero di mete segnate                      | 17 by Frikkie Welsh (2000-2004)   |
| Maggior numero di trasformazioni segnate            | 25 by Derick Hougaard (2003-2005) |
| Maggior numero di punizioni segnate in una stagione | 31 by Jannie de Beer (2000)       |
| Maggior numero di drop segnati in una stagione      | 7 by Louis Koen (2003)            |

### Record per stagione
| Record                                                   |                                                    |
| -------------------------------------------------------- | -------------------------------------------------- |
| Maggior numero di punti segnati                          | 320 (11 matches, 2003)                             |
| Maggior numero di punti segnati da un giocatore          | 139 da Louis Koen (2003)                           |
| Maggior numero di mete segnate                           | 36 (in 11 partite nel 2004/in 12 partite nel 2005) |
| Maggior numero di mete segnate da un giocatore           | 9 da Bryan Habana (2005)                           |
| Maggior numero di trasformazioni segnate da un giocatore | 17 da Louis Koen (2003)                            |
| Maggior numero di punizioni segnate da un giocatore      | 31 da Jannie de Beer (2000)                        |
| Maggior numero di drop segnati da un giocatore           | 7 da Louis Koen (2003)                             |